# Jamestowni mészárlás
Az 1622-es jamestowni indián mészárlás  az amerikai Virginia gyarmaton történt 1622. március 22-én, nagypénteken. Körülbelül 347 ember, Virginia európai telepes lakosságának harmada vesztette életét a póheten törzsszövetséghez tartozó indiánok összehangolt támadásai következtében, amelyeket Opechancanough főnök vezetett.
Jamestown volt az első állandó angol település Észak-Amerikában, az 1607-ben alapított város lett Virginia gyarmat székhelye. Bár egy utolsó pillanatban érkezett figyelmeztetés miatt Jamestown megmenekült az indiánok támadásától, a James-folyó mentén húzódó kisebb településeket az indiánok felégették, megölték a telepeseket és elpusztították a termést.
Henricus volt az egyik legfejlettebb közösség azok között, amelyek a támadás fő irányába estek, és a legtöbbet ezután nem is építették újjá. A legnagyobb veszteséget a Jamestowntól kb. 10 km-re található Wolstenholme Towne szenvedte el.

## A támadások háttere
Az első angol-póheten háború (1609–1613) után a póheten főnök legfiatalabb lánya, Pocahontas és John Rolfe telepes házasságot kötött 1614-ben, amivel az angol telepesek és az amerikai bennszülöttek közti békésebb kapcsolatok időszaka kezdődött. 1618-ban Wahunsunacock főnök meghalt és féltestvére, Opechancanough lett a főnök, akinek uralkodása alatt az ellenségeskedés a fehérekkel ismét kiújult. Miután Opechancanough átvette a törzs vezetését, az angol telepesek elpusztítását tervezte. 1622 tavaszán egyik tanácsadóját, Nemattanew-t egy angol telepes megölte, és ezt követően Opechancanough megindította összehangolt támadását a virginiai angol települések ellen. Összesen 31 települést támadtak meg egy napon a James-folyó mentén.

## Jamestown riasztása
Virginia gyarmat székhelye és legnagyobb települése az indiánok első számú célpontja volt, de egy indián fiú, Chanco, akinek munkaadóját, Richard Pace-t kellett volna meggyilkolnia, éjjel felébresztette Pace-t, és figyelmeztette a közelgő támadásról. Pace, aki a James-folyó másik partján lakott, biztonságba helyezte családját és átevezett Jamestownba, ahol figyelmeztette a lakosságot, akik felkészültek a támadásra. A város körül fekvő kisebb településeknek azonban semmilyen felkészülésre nem volt lehetőségük.

## A mészárlás
Az egynapos, meglepetésszerű támadás leginkább a Jamestown körül kialakított, kisebb településeken volt eredményes. Wolstenholme Towne lakosságának felét meggyilkolták és a többi település is hasonló veszteségeket szenvedett. Összesen 347 fehér telepest, Virginia gyarmat fehér lakosainak harmadát gyilkolták meg, számos házat, templomot felgyújtottak és elpusztították a termést a telepesek által megművelt földeken. Mintegy 20 nőt az indiánok foglyul ejtettek, és rabszolgának elhurcoltak, közülük néhányat csak évekkel később váltottak ki a fogságból, de a legtöbb haláláig indián fogságban maradt.

## A mészárlás következményei
Az indiánok és a telepesek kulturális különbségeinek egyik legjobb példájaként az egynapos mészárlás után a póheten törzs beszüntette a támadásokat. Az indián kultúra alapján azt várták, hogy a telepesek elfogadják a vereséget, beletörődnek a veszteségekbe és elismerik a póheten törzs győzelmét.
Azonban az indiánok súlyosan félreértelmezték a helyi telepesek és az angol korona szándékait, illetve reakcióját. A március 22-i támadás során a telepesek meggyilkolása mellett veteményeikben is súlyos veszteségek keletkeztek, ami később súlyos gondokat okozott az életben maradtak ellátásában. A támadások visszhangjaként súlyos csorba esett az indiánokról korábban kialakult kedvező képen, és ezután barbár fenevadakként kezdték őket kezelni. Henricusban a telepes és indián gyermekek számára létrehozott iskola épülete a várossal együtt megsemmisült. Csak mintegy 70 évvel később engedélyezték hasonló iskola alapítását, a közeli Middle Plantation település területén, amelyet a hasonló támadások ellen jól megerősítettek. Pár évvel később ide költözött Virginia székhelye is és ekkor a város nevét Williamsburgre változtatták.

## Az indiánok megmérgezése
Az 1622-es nagypénteki mészárlást túlélő telepesek rajtaütéseket vezettek a törzsek települései és terményei ellen, és szervezettségüknek, valamint tűzfegyvereiknek köszönhetően annyira sikeresek voltak, hogy Opechancanough főnöknek tárgyalásokba kellett bocsátkoznia. Indián közvetítők segítségével a „pohátán” törzs és a telepesek békét kötöttek. A tárgyalások befejezése után ünnepséget rendeztek, de William Tucker kapitány és John Pott doktor megmérgezték az indiánok italát, közel kétszázan haltak meg mérgezés következtében, további ötven főt a telepesek mészároltak le. Opechancanough főnök azonban elmenekült.

## Az indiánok veresége
1624-ben Virginia gyarmat az angol korona közvetlen fennhatósága alá került, és megszűnt a gyarmatot alapító Virginia Company of London irányítása. A gyarmatot ezután a király által kinevezett kormányzók igazgatták, személyes érdekeik szem előtt tartásával, és ez együtt járt a telepesek által elfoglalt földek kiterjesztésével, az indiánok területeinek elrablásával, a korábbi egyezmények és békeszerződések felrúgásával.
Az indiánok elégedetlensége a második angol-pohatán háborúban robbant ki, 1644-ben, amikor az indiánok kb. 500 angol telepest mészároltak le. Akkor a gyarmat lakossága lényegesen nagyobb volt, és a veszteségek a fehér lakosság kb. 10%-át tették ki, vagyis lényegesen kisebb hatással voltak a gyarmat életére. Opechancanough, aki ekkor már nagyon idős volt, és csak hordszéken tudott közlekedni, az angolok fogságába esett, és Jamestownba hurcolták, ahol a börtönben az őrzésére kirendelt telepesek meggyilkolták.
Opechancanough halálával megkezdődött a póheten törzsszövetség hanyatlása, a törzs tagjai előbb-utóbb vagy elhagyták Virginia területét, beolvadtak a telepesek közé vagy pedig a gyarmati igazgatás által kijelölt rezervátumokban telepedtek le. Még a rezervátumokban sem voltak azonban biztonságban, mivel azok területe is folyamatosan csökkent a folyamatosan növekvő fehér közösség benyomulása miatt.
Ma csak az eredeti pohátán törzsszövetség hét törzsét ismeri el Virginia állam, amelyek a Pamunkey és Mattaponi rezervátumban élnek.